# Муллакаєво (Караідельський район)
Муллака́єво (рос. Муллакаево, башк. Муллаҡай) — присілок у складі Караідельського району Башкортостану, Росія. Входить до складу Новомуллакаєвської сільської ради.
Населення — 108 осіб (2010; 124 у 2002).
Національний склад:
- башкири — 97 %